# Das Reich kommt wieder
Das Reich kommt wieder è un album demo del gruppo hard rock neo-nazi tedesco Landser, pubblicato il 28 novembre 1992.
Venne distribuito nel 1992 in musicassetta e nel 1996 in CD. In Germania la cassetta fu bandita dal novembre 1993, il CD da marzo 1997.

## Il disco

### Sfondo
Dopo che la band ebbe effettuato nel circolo giovanile Konradsberg a Hennigsdorf il suo primo concerto pubblico e la distribuzione della registrazione ebbe successo,  decise alla fine del 1992 di registrare un primo disco ufficiale. Michael Regener funse per la prima volta come cantante, poiché il precedente, Sören B., da poco arrestato per aver commesso un reato, non apparve più alle prove e quindi fu estromesso dal gruppo. Le canzoni furono registrate in un locale di Weißensee (Berlino) con una semplice tecnologia di studio su nastro, quindi duplicate con mezzi non professionali e inizialmente distribuite solo nella cerchia degli amici della band.

### Contenuto
Musicalmente, la maggior parte dei brani appartiene al genere hard rock. Solo la canzone Nordland è una ballata più tranquilla in cui si canta la Scandinavia e il popolo nordico. Tematicamente, le canzoni sono principalmente dedicate ai tipici temi dell'estrema destra. Questi includono il rifiuto di etnie e diversi che sono percepiti inferiori, come i neri (Nigger); turchi, arabi e greci  (Kanake verrecke, Berlin bleibt deutsch) e comunisti (Schlagt sie tot!). Tra le altre cose, questi gruppi di persone ricevono dichiarazioni dispregiative, viene invocato a usare la violenza contro di loro o li si chiede la deportazione. Nel brano Kanake verrecke è anche annunciata la vendetta per l'attentato del 1991 al neo-nazista Rainer Sonntag. Inoltre, sono nominati alcuni nemici della vita pubblica. Così, nella canzone Rechtsradikal, la cui melodia è basata sul pezzo Yellow Submarine dei Beatles, vengono citati gli ebrei Heinz Galinski, Edgar Miles Bronfman senior e Simon Wiesenthal. Un altro tema è il rifiuto della Repubblica Federale Tedesca, che è chiamata a combattere nel titolo Faul, mentre nel frattempo si chiede un ritorno del Reich tedesco (Das Reich kommt wieder). Inoltre, è annunciata la riconquista dei territori persi in Polonia dopo la prima e seconda guerra mondiale (Danzica, Breslavia e Stettino). In Walvater Wotan, si rivolge contro il Cristianesimo e glorifica la mitologia norrena. La melodia di ZAst-Song si basa sulla canzone I Want to Hold Your Hand dei Beatles ed è rivolta contro i richiedenti asilo. Schlagt sie tot! è basato su Take ’Em All del gruppo oi! Cock Sparrer. Solo i pezzi Proll-Power e EKU 28 sono canzoni puramente potabili e contengono pochissimi passaggi di testo neo-nazista.  Nella sentenza del tribunale che vieta la band, è stato indicato soprattutto il titolo Arische Kämpfer, mettendo in evidenza lo spirito combattivo dei membri del gruppo che chiedono la coesione dell'estrema destra contro i diversi.

### Disegno di copertina
La copertina è in bianco e nero. Quella originale della musicassetta mostra il disegno di un soldato con un elmetto d'accaio. Nella parte superiore dell'immagine è scritto in fraktur Landser. La copertina della ristampa ufficiale in CD presenta lo stesso soldato e sul lato sinistro dall'alto verso il basso la scritta Das Reich kommt wieder.

## Tracce
Testi di Regener, musiche dei Landser, eccetto ove indicato.
Lato 1
1. Walvater Wotan - 2:55
2. Arische Kämpfer - 3:05
3. Berlin bleibt deutsch - 2:35
4. Rechtsradikal - 2:14
5. Nordland - 2:59
6. Schlagt sie tot! - 2:41 (musica: Cock Sparrer)
7. Für Anne - 0:33
8. Faul - 5:01
9. Nigger - 2:17

Lato 2
1. Türkenmaus - 0:43
2. Kanake verrecke - 3:38
3. Das Reich kommt wieder - 3:03
4. Nordland (Instr.)	1:26
5. Danzig, Breslau und Stettin - 2:29
6. ZAst-Song - 2:01
7. Lollipop - 0:53
8. Proll-Power - 3:34 (Kraft durch Froide)
9. EKU 28 - 4:00

## Formazione
- Michael Regener - voce, chitarra
- Andreas L. - basso
- Horst Schen - batteria